# Аэротачки
«Аэрота́чки» (англ. Sky Force 3D) — полнометражный компьютерный мультфильм 2012 года. Производства студий "Limelight Animation Studios" и "T-Films"

## Сюжет
В большой и дружной команде спасательных самолётов «Аэротачки» маленький самолётик Ас вместе с роботом-помощником Фредом пытается добиться признания. Поэтому он, наперекор капитану Соколу, первым и в одиночку бросается спасать жителей. В очередной раз во время пожара на нефтяном складе Ас едва не погибает, но его спасает капитан Сокол ценой своей жизни. Чувство вины заставляет Аса покинуть команду и отправиться на поиски другой работы. Неудачно перепробовав несколько профессий, Ас устраивается работать в компании грузоперевозки. И только снежная буря и необходимость спасать самолёты, попавшие в снежную ловушку, разбудили в Асе старые инстинкты. Спасая своих друзей, он осознаёт своё истинное призвание и возвращается к прежней команде ради безопасности родного города.

## Озвучивали
| Актёр         | Роль       |
| ------------- | ---------- |
| Джон С. Флинн | Capt. Hawk |
| Хезер Гордон  | Sporter    |
| Аарон Кребс   | Fred       |